# 4-甲酰基苯甲酸
4-甲酰基苯甲酸是一种有机化合物，化学式为OCHC6H4CO2H。它可作为对二甲苯氧化的副产物生成。1,4-苯二甲醛和二氧化碳在碳酸钾的存在下于DMSO中反应，反应完成后酸化，也能得到4-甲酰基苯甲酸。它和N,N'-二甲基乙二胺在三氟甲磺酸铜的催化下反应，可以得到4-(1,3-二甲基-2-咪唑烷基)苯甲酸。